# 성장의 한계
성장의 한계(成長- 限界, 영어: The Limits to Growth, LTG)는 컴퓨터 시뮬레이션을 통해 연구된 무한한 자원 공급에 따른 기하급수적인 경제 및 인구 성장에 관한 로마 클럽의 1972년 보고서이다. 이 연구는 World3 컴퓨터 모델을 사용하여 지구와 인간 사이의 상호작용을 시뮬레이트한다. 이 모델은 MIT의 제이 포레스터의 업적에 기반을 두었다.